# زاک، مراکش
زاک (به فرانسوی: Zag) یک شهرک در مراکش است که در استان آسا زاک واقع شده‌است. زاک ۷٬۷۵۱ نفر جمعیت دارد و ۴۰۵ متر بالاتر از سطح دریا واقع شده‌است.